# Praktfull skogsblomfluga
Praktfull skogsblomfluga (Dasysyrphus venustus) är en tvåvingeart som först beskrevs av Johann Wilhelm Meigen 1822.  Praktfull skogsblomfluga ingår i släktet skogsblomflugor, och familjen blomflugor. Arten är reproducerande i Sverige. Inga underarter finns listade i Catalogue of Life.

## Bildgalleri

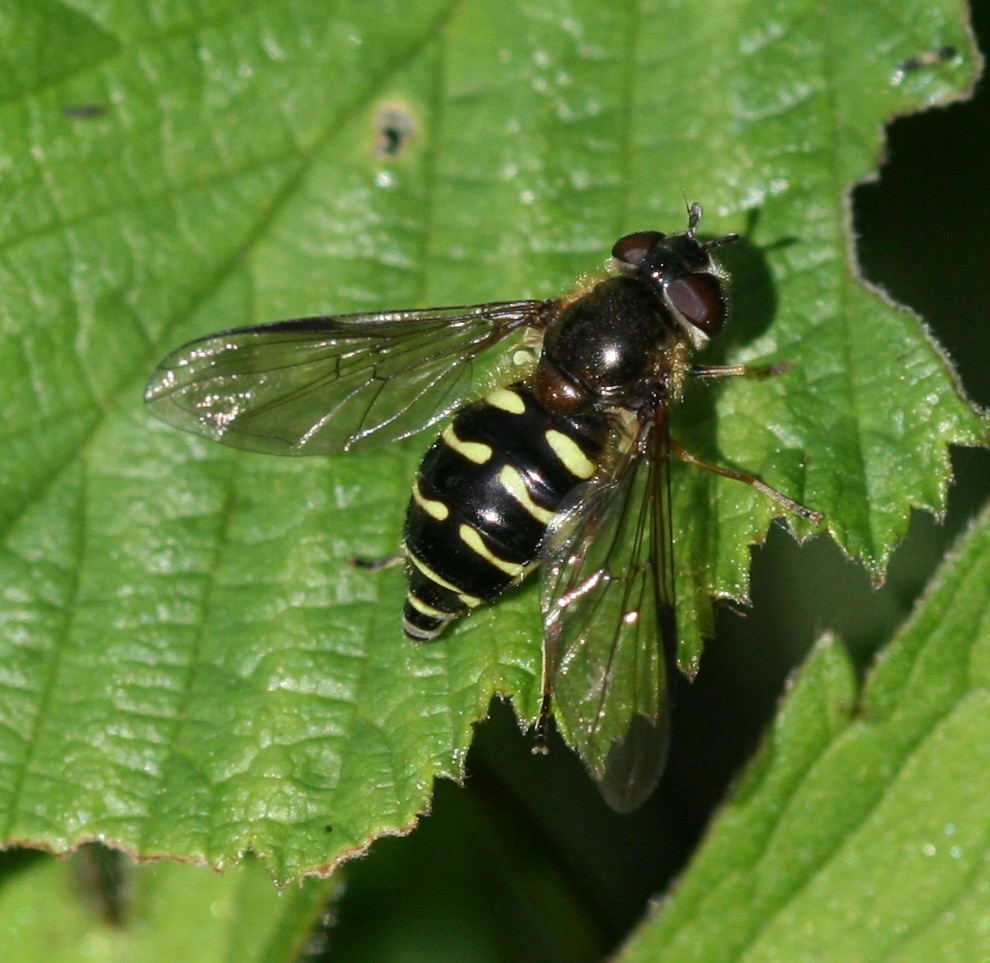
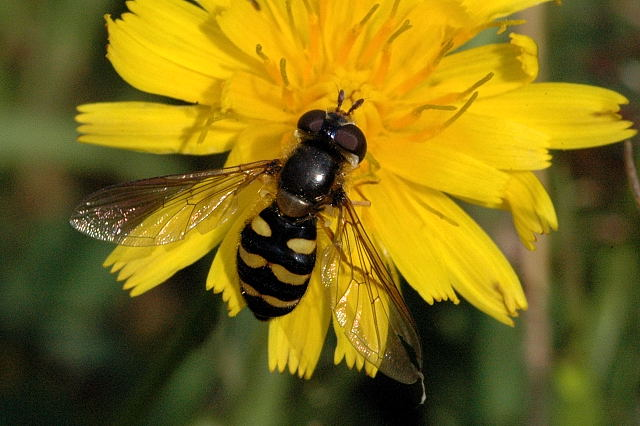
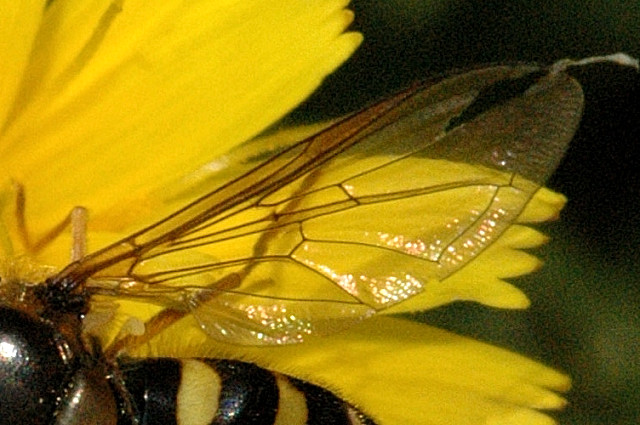
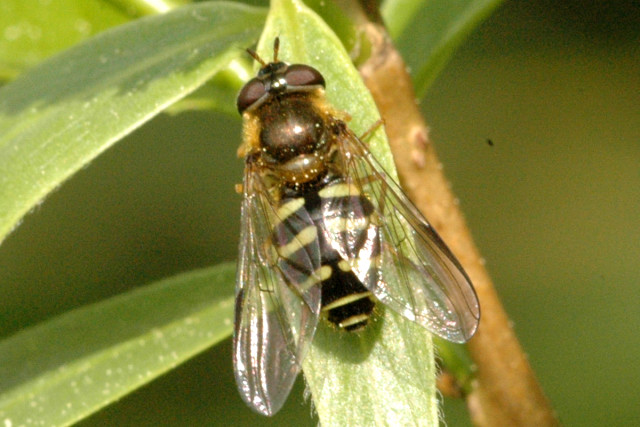
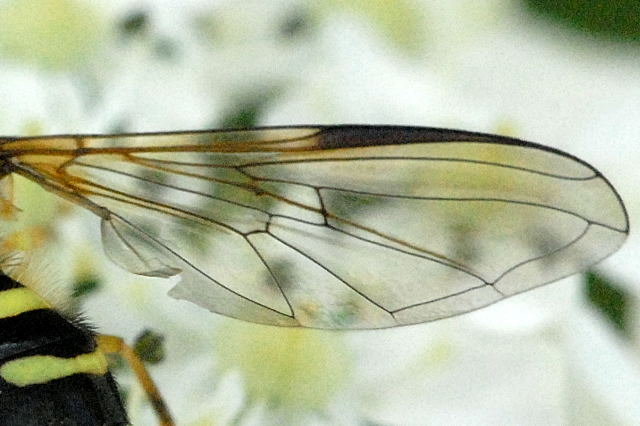
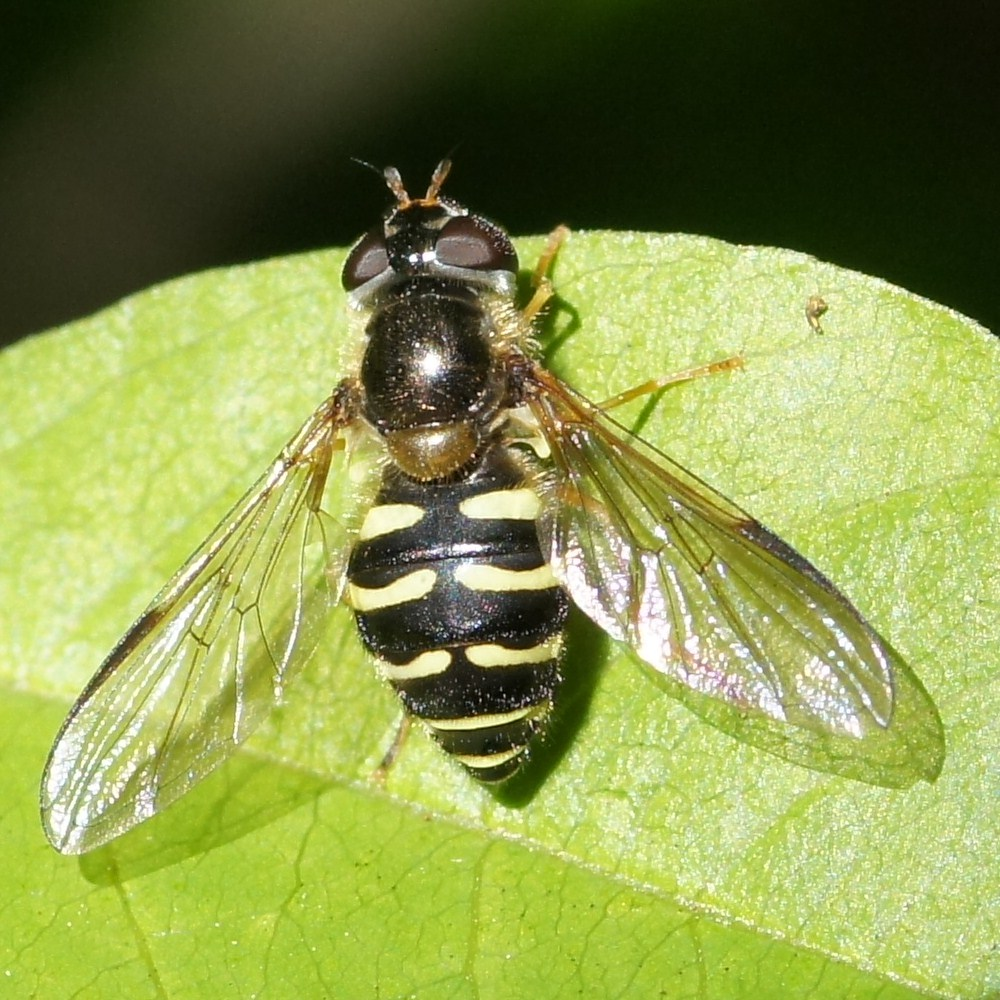